# Отто Гіндріх
Отто Гіндріх (рум. Otto Hindrich, нар. 5 серпня 2002, Клуж-Напока, Румунія) — румунський футболіст, воротар клубу ЧФР.

## Ігрова кар'єра

### Клубна
Отто Гіндріх народився в місті Клуж-Напока і є вихованцем місцевого клубу ЧФР. У червні 2020 року його перевели з молодіжної команди до основного складу. 20 червня 2020 року Гіндріх дебютував в основі ЧФР у вищому дивізіоні. Другу половину сезону 2020/21 воротар провів в оренді в клубі другого дивізіону «Потітехніка» (Тімішоара).
У липні 2022 року Гіндріха знову відправили в оренду — в угорський клуб «Кішварда», де провів наступний сезон.
У складі ЧФР Гіндріх виграв Кубок Румунії 2025 року та два чемпіонських титула.

### Збірна
27 вересня 2022 року Отто Гіндріх дебютував у складі молодіжної збірної Румунії.

## Титули
ЧФР
 Чемпіон Румунії (2): 2019|20, 2021/22
 Переможець Кубка Румунії: 2024/25